# Horòscop

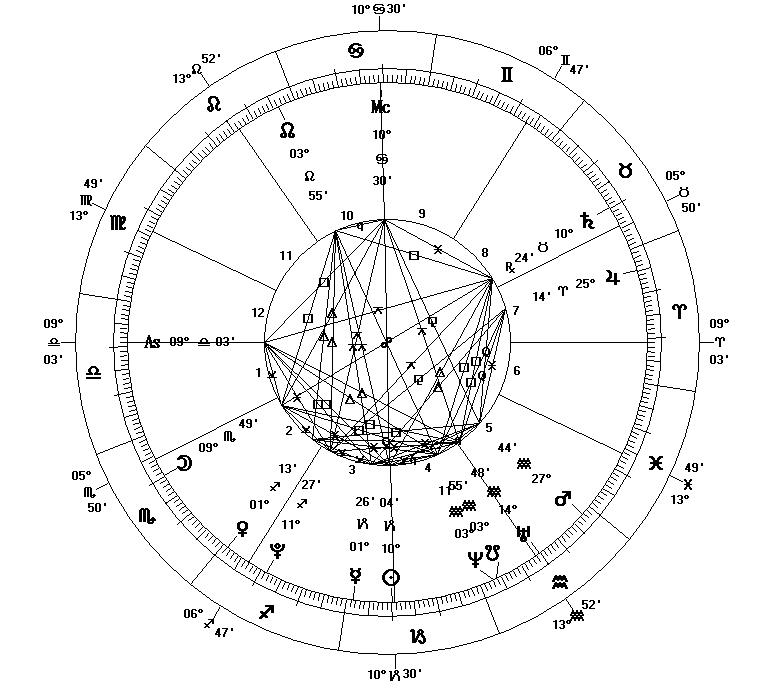
Horòscop calculat l'1 de gener del 2000 a les 12:01:00 a Nova York (EUA).

Horòscop és un mapa celeste de la posició geocèntrica dels astres, en un moment determinat, que els astròlegs utilitzen per a fer llurs prediccions i judicis. Consta d'una circumferència dividida en 360° sexagesimals, repartits en 12 sectors de 30°, a cadascun dels quals correspon un signe zodíacal, i hom hi indica les posicions planetàries en el moment estudiat i la corresponent divisió en cases segons la latitud i l'hora del dia en què tingué lloc l'esdeveniment.
L'Horòscop i la carta natal, en astrologia, són mètodes de predicció basats en la posició dels astres al moment del naixement d'una persona, però també pot referir-se a un animal, un objecte, etc. El terme deriva del grec "ὥρα" (hora, "hora"), i "σκοπέω" (skopeo, "examinar"). No existeix cap prova o estudi científic que recolzi la validesa de les prediccions obtingudes mitjançant qualsevol de les versions d'aquesta pràctica.
Algunes persones defensen que la creença en l'efectivitat de l'horòscop es veu potenciada per un fenomen psicològic normal (basat en la recerca automàtica de patrons per part del cervell) en les persones, pel qual recorden fàcilment les coincidències i no es fa cas de les faltes de coincidència. La vaguetat, unida a l'alta probabilitat de les suposades prediccions, permeten un índex d'encert baix, però semblant prou alt perquè funcioni el mecanisme psicològic descrit i es reafirmi la creença.
Moltes cultures van utilitzar sistemes de predicció similars basant-se en els seus propis calendaris en relació directa amb els astres. Per exemple, la civilització Maia.